# چرمیک
چرمیک (به ترکی استانبولی: Çermik) شهری است در کشور ترکیه که در استان دیاربکر واقع شده‌است. جمعیت این شهر بر اساس سرشماری سال ۲۰۰۸ میلادی ۱۷٬۵۲۰ نفر و بر اساس برآوردهای سال ۲۰۰۹ میلادی ۱۷٬۲۱۵ نفر می‌باشد.
نام آن برگرفته از «چمِ آب گرم» یا «گرمیک» است. در اسناد رسمی، به‌صورت «چِرموق گِرمیک» نیز نوشته شده که این شکل، در زبان زازاکی «گرمیکه» گفته می‌شود. در برخی نوشته‌ها نیز این شهر با نام ترکی آن، یعنی «چرمیک» ارمنی‌کیو معرفی شده که ریشه آن به واژهٔ ارمنی «ջերմ» (گرم) بازمی‌گردد. در زبان ارمنی غربی نیز «جِرم» و در ارمنی رایج آناتولی «چِرمی» تلفظ می‌شود. برخی معتقدند که واژه «چرموق» یا «چرمیک» همان تلفظ ارمنی رایج در آناتولی (در مناطق غربی‌تر) بوده و این همان است که در زبان زازاکی هم «چِرموق» گفته می‌شود.
در این منطقه، واقعاً چشمه‌های آب گرم و حمام‌های زیادی وجود دارد و دلیل نام‌گذاری آن به همین موضوع بازمی‌گردد. البته نام قدیمی آن «آبرنا» بوده است. در ارمنستان نیز مکانی گردشگری به نام جرموک  هست که به همین معنی جای (آب) گرم است. در سرزمین زازاکی‌زبان‌ها نیز مکان‌هایی هست که نام آن‌ها با «چِرموق» نام‌گذاری شده‌اند (مثلاً در نزدیکی ارزرنجان، نزدیک به دره سانسه).

## روستاهای تابعه
نام‌ها به زازاکی و نام‌های ترکی آن‌ها در پرانتز: 
هوپ (چوکورالما، کاف)
آغیرمات (ارماغان‌تاشی)
سَرسَپ (دیلک‌پینار)
کُناقی (کوناقلوی)
گوزَل
گِورک (سال‌تپه)
جُللار (جیلان)
زِین‌الان (کؤمورجولر)
فوسینی (بایات)
موسیقان (یایلاجیق)
شیخان‌دده
هاستو (قوروداغ)
بوداران (پاموقلو)
باغ‌وَنگ (پینارلی)
قاراقایا
- - کورکینی (محله)

زوبیدیک (آک‌پینار)
دیکیول – زازا
زرگوز (آرموتلو)
آغاچ‌خان ناحیه‌ی یوغون
میلان (یابان‌آردی)
بسین (یاییکلی)
کیلو (کالاچ)
سینتو (گؤک‌تپه)
گون‌آشان
قوروکوی (کویوکوی، بیر)
بایراق
اک‌رک (کوکسال)
گوروز (گوروز) ناحیه‌ی یوغون
بروط (دَئیرمنلی)
بولوندو
موسی (قاراطال‌تاشی)
حاصوت (باغچه)
حسنه (بادملیک)
دالیپک (مزرعه)
علیفر اوشاغی (علیفوشاغی)
حابورمان (قاراقولان)
سوزنیک (اسکی‌باغ، سوزموک)
حاسوز (باغچه)
سینم (سینک)
گوج‌لو‌تاش
تِمو (قاراطاش)
پانیک (ایکی‌چلتیک)
گنجو (گنجلی، گنجواولری)
بیر‌ویران (اورن‌کویو) ناحیه‌ی یوغون
محمور (بالیکسرتی)
نیشینیک (پتک‌کایا)
سین‌بک (سینک‌کوی)
هِربِتِل (چالیتپه) ناحیه‌ی یوغون
بیستن (آینالی)
یوغون (یوغون) ناحیه‌ی یوغون
ساری‌بالطه
روتان (آلابوغدای)
قلعه‌جک (قلعه‌جک)
رجب
شیخلر پایین (آشاغی‌شیخلر)
آپی‌کان (آکچؤرتن)
تِربیله (قرماتپه)
شیخلر بالا (یوکاری‌شیخلر)
قاراموسا (قاراموسا)
عربوک
حاجی‌ملیک (بایکال) ناحیه‌ی یوغون
پُخسور (آسمالیک، پاهسور)
کیلّان (آرتوق)
آلووس (باشاری، یوغون) ناحیه‌ی یوغون
باییر‌باغی
کِوان (ککلیک)
خالیلان (قونوق‌سِور) ناحیه‌ی یوغون
تولیک کبیر (اینجیلی) ناحیه‌ی یوغون
بِدوان علیا (توپلو، یوکاری بتوان)
گوزرک (گوزرک)
بیرجمال
کارتو (آلاکؤچ، قاراطوی) ناحیه‌ی یوغون
ساریجا
تیلین‌دره (بین‌تاش)
قاراجاوی‌ران
قاراجیک / قاراچک (قوشلوک‌چاییری) ناحیه‌ی یوغون
اِن‌گاج (آدالار)
کیجو (ییغیت‌لر، کیجو) ناحیه‌ی یوغون
آنجه‌ویز (کایاجدیغی)
هوگجی (مال‌کوی) ناحیه‌ی یوغون
کوچی (آق‌قویونلو) ناحیه‌ی یوغون
آشاغی‌تاشمالی